# 西木津站
西木津站（日语：／ Nishi-Kizu eki */?）是一個位於日本京都府木津川市相樂川之尻，屬於西日本旅客鐵道（JR西日本）片町線（學研都市線）的鐵路車站。車站編號為JR-H19。

## 車站構造
面向京橋方向右側側式月台1面1線的地面車站。往木津方向與往京橋方向的雙方向在同一月台停靠。月台長4節，2010年（平成22年）3月13日時刻表改正後木津站至京田邊站間改以7節編組列車運行，月台於2009年7月時延長。
此站可以使用ICOCA（互相使用的IC卡參見ICOCA一項）。
此站不設廁所。

## 使用情況
根據「京都府統計書」，1日平均上車人次如下表。
| 年度   | 一日平均 上車人次 |
| ------ | ----------------- |
| 1999年 | 438               |
| 2000年 | 455               |
| 2001年 | 447               |
| 2002年 | 471               |
| 2003年 | 471               |
| 2004年 | 499               |
| 2005年 | 510               |
| 2006年 | 477               |
| 2007年 | 466               |
| 2008年 | 458               |
| 2009年 | 452               |
| 2010年 | 447               |
| 2011年 | 443               |
| 2012年 | 436               |
| 2013年 | 438               |
| 2014年 | 427               |
| 2015年 | 413               |
| 2016年 | 422               |
| 2017年 | 430               |
| 2018年 | 458               |

## 相鄰車站
西日本旅客鐵道
 學研都市線（片町線）
■快速、■區間快速、■普通
木津（JR-H18）－西木津（JR-H19）－祝園（JR-H20）

## 外部連結
- 西木津｜車站資訊：JR出門網 - 西日本旅客鐵道